# Rhaucoides virescens
Rhaucoides virescens is een hooiwagen uit de familie Cosmetidae. De originele naamcombinatie (protoniem) was Eucynorta virescens Mello-Leitão 1942. Een volgende naamrecombinatie werd gepubliceerd als Rhaucoides virescens (Mello-Leitão 1942) in Medrano, Kury & Mendes, 2021